# استانتون (ایلینوی)
استانتون، ایلینوی (به انگلیسی: Staunton, Illinois) یک شهر در ایالات متحده آمریکا با جمعیت ۵٬۰۳۰ نفر است که در ایلی‌نوی واقع شده‌است.

## موقعیت جغرافیایی
موقعیت جغرافیایی شهرها و مناطق اطراف به شرح زیر است: